# Francisco Pérez Sánchez
Francisco Pérez Sánchez (Múrcia, 27 de novembre de 1978) és un ciclista espanyol, professional des del 2001 al 2011. El seu èxit més important fou la Clàssica d'Almeria de 2006. Va a donar doble positiu per EPO al Tour de Romandía de 2003.

## Palmarès
- 2002
  - Vencedor d'una etapa de la Porto-Lisboa
- 2003
  - 1r al Gran Premi MR Cortez i vencedor d'una etapa
  - Vencedor de 2 etapes del Tour de Romandia (retirades per dopatge amb EPO).
- 2005
  - 1r al Gran Premi del Centre i vencedor d'una etapa
- 2006
  - 1r a la Clàssica d'Almeria

### Resultats al Tour de França
- 2007. 72è de la classificació general

### Resultats a la Volta a Espanya
- 2005. 52è de la classificació general
- 2009. 88è de la classificació general

### Resultats al Giro d'Itàlia
- 2006. 28è de la classificació general
- 2008. 67è de la classificació general
- 2009. Abandona (4a etapa)